# Balaives-et-Butz
Balaives-et-Butz korábbi község Franciaországban, Ardennes megyében. Lakosainak száma 202 fő (2018. január 1.). Balaives-et-Butz Boulzicourt, Élan, Étrépigny, Saint-Marceau, Singly és Villers-sur-le-Mont községekkel határos.
2019. január 1-jén két másik községgel együtt egyesült a korábbi Flize községgel és az így létrejött (azonos nevű) Flize új község része lett.

## Népesség
A település népességének változása:
| Lakosok száma | 178  | 181  | 200  | 209  | 228  | 241  | 214  | 204  | 197  | 202  |
|               | 1968 | 1975 | 1982 | 1999 | 2006 | 2011 | 2013 | 2016 | 2017 | 2018 |